# Phoenicoprocta latimarginata
Phoenicoprocta latimarginata är en fjärilsart som beskrevs av M.Gaede 1926. Phoenicoprocta latimarginata ingår i släktet Phoenicoprocta och familjen björnspinnare. Inga underarter finns listade i Catalogue of Life.